# Marketa Lazarová
Marketa Lazarová és un film txecoslovac del 1967 dirigit per František Vláčil i inspirat en la novel·la homònima de Vladislav Vančura, publicada el 1931. Malgrat que el film pertany a un gènere d'història èpica on els fets es desenvolupen al s. XIII, es tracta també d'un film experimental amb una estructura seqüencial poc ortodoxa i amb una gran varietat de diferents tècniques narratives.
En un questionari realitzat el 1998 a crítics de cinema Marketa Lazarová va ser votada com el millor film txec de tots els temps.

## Argument
La pel·lícula consta de dos parts: Straba (Straba el llop) i Beránek Boži (L'anyel sagrat).
A la primera part Mikoláš (František Velecký) i Adam (Ivan Palúch) –els dos hereus del clan Kozlík- ataquen sense pietat a una carreta de nobles de saxònia que es dirigia a Boleslav. Durant la persecussió, Lazar (Michal Kožuch) –el rival del clan Kozlík- roba molt oportunistament el botí de la carreta dels nobles.
Quan els dos joves retornen al seu feu amb el jove noble Kristián (Vlastimil Harpes) com a ostatge es produeix una baralla entre Mikoláš i el seu pare (Josef Kemr) –el cap del clan-, que li retreu haver deixat escapar un alemany del carruatge. Paral·lelament, s'observa com Alexandra -germana de Mikoláš i Adam- sent una atracció òbvia per Kristián.
Arribada a la cort del rei la notícia de l'atac, s'ordena la captura del vell Kozlík –motejat el boc- que aconsegueix escapar-se quan súbdits del monarca el volien empresonar. Seguidament Mikoláš visita al rival Lazar en busca d'una aliança contra el rei, però no només no rep ajuda sinó que també és salvatgament estomacat sota la mirada de Marketa (Magda Vášáryová), la filla de Lazar.
Com a revenja, el clan Kozlík ataca al clan de Lazar i Mikoláš segrestra a Marketa, deixant a Lazar crucificat viu a la porta de la seva destruïda seu. Al llarg del captiveri, a poc a poc Marketa i Mikoláš s'aniran enamorant.
A la segona part de la pel·lícula, un monjo anomenat Bernard (Vladimír Menšík) viatja acompanyat del seu anyell i la seva figura serveix de pretext per introduir-nos als successius esdeveniments.
En busca de Kristián i amb l'objectiu de capturar al vell Kozlík, les tropes del rei capturen a Adam i arriben a la fortificació del clan Kozlík. Sembla aleshores que ha de tenir lloc un lògic intercanvi d'ostatges –entre Adam i Kristián- quan una precipitació dels esdeveniments provocada per la tensió provoca l'inici prematur de la batalla, en la qual una pluja de fletxes atravessa a Adam, perdent així la vida en el seu infructuós intent de fuga.
A conseqüència de la batalla el jove Kristián per la raó i Alexandra l'acaba matant tot esclafant-li una roca contra el cap. Per altra banda, el supervivent Mikoláš s'obstina a atacar sol les tropes del rei per tal d'alliberar el seu pare, capturat durant l'enfrontament. La seva heroica però massa ambiciosa gesta fracassa estrepitosament i acaba morint a causa de les seves nombroses ferides. Abans, però, Marketa té temps de contraure matrimoni amb ell.
La viuda Marketa retorna seguidament amb el seu pare, que la titlla de traïdora al mateix temps que la rebutja. Desorientada, ingressa aleshores a un convent -experiència efímera a la que de seguida posa fi perquè no en queda satisfeta. Bernard -l'altre transeünt sense rumb- la crida insistentment abans de perdre l'atenció amb el seu anyell que vol escapar-se. Marketa, continua impassible pel seu oposat camí mentre la seva silueta es difumina i es perd a l'horitzó del paisatge.

## Anàlisi
Tal com en una crònica èpica o en un film picaresc, els capítols de Marketa Lazarová estan dividits per títols que –a l'antic i clàssic estil- informen resumidament dels esdeveniments que tindran lloc seguidament.
Malgrat ser un film de gènere històric i amb un argument clàssic i propi d'història èpica i cavalleresca, Marketa Lazarová es pot considerar també com un film d'avantguarda, ja que la seva narració és poc convencional i fins i tot arriba a ser obscura i confusa degut als seus constants salts enrere.
El film conté llargues i abundants escenes impregnades d'un imperant to poètic i fort simbolisme, sense diàlegs o amb diàlegs molt escassos, i acompanyades sempre d'una música que dona un to místic a la història. A més, al llarg del film hi ha contínues referències al ritu pagà i al cristianisme –dos cultes entre els quals es debatrà el film al llarg de la narració. Per acabar, l'acció de la pel·lícula és fragmentada i incompleta -fet gens usual en un film de temàtica cavalleresca- i la conseqüència d'aquest fet és que sovint no és massa evident esbrinar què ha passat exactament a cada escena sinó que cal fins i tot desxifrar-ne el contingut.
Totes aquestes característiques fan de Marketa Lazarová un film molt especial que sens dubte van contribuir a declarar-lo el 1998 el millor film de txec de tota la història.

## Repartiment
- Magda Vášáryová - Marketa Lazarová
- Josef Kemr - Kozlík
- Naďa Hejná - Kateřina
- Jaroslav Moučka - Jan
- František Velecký - Mikoláš
- Karel Vašíček - Jiří
- Ivan Palúch - Adam
- Martin Mrázek - Václav
- Václav Sloup - Šimon
- Pavel Landovský - Smil
- Vladimír Menšík - Bernard
- Jan Pohan - Kornet
- Pavla Polášková - Alexandra
- Alena Pavlíková - Drahuše
- Michal Kožuch - Lazar
- Zdeněk Lipovčan - Jakub